# Hoofdklasse (vrouwenhandbal) 1967/68
De Hoofdklasse is de hoogste afdeling van het Nederlandse handbal bij de vrouwen op landelijk niveau. In het seizoen 1967/1968 werd Niloc landskampioen. De Blinkert degradeerde naar de overgangsklasse.

## Teams
| Club           | Plaats     | Provincie     |
| -------------- | ---------- | ------------- |
| De Blinkert    | Haarlem    | Noord-Holland |
| Hygiea         | Den Haag   | Zuid-Holland  |
| Niloc          | Amsterdam  | Noord-Holland |
| Swift Roermond | Roermond   | Limburg       |
| VELO           | Wateringen | Zuid-Holland  |
| Verburch       | Poeldijk   | Zuid-Holland  |
| Walcheren      | Vlissingen | Zeeland       |
| Zeeburg        | Diemen     | Noord-Holland |

## Stand
| Pos | Team            | Wed | W  | G | V  | Ptn | DV  | DT  | +/− | Opmerking                                            |
| --- | --------------- | --- | -- | - | -- | --- | --- | --- | --- | ---------------------------------------------------- |
| 1   | Niloc (K)       | 14  | 13 | 1 | 0  | 27  | 140 | 82  | +58 | Deelname Europees kampioenschap voor landskampioenen |
| 2   | Swift Roermond  | 14  | 12 | 0 | 2  | 24  | 145 | 64  | +81 |                                                      |
| 3   | Walcheren       | 14  | 7  | 1 | 6  | 15  | 119 | 104 | +15 |                                                      |
| 4   | Zeeburg         | 14  | 6  | 3 | 5  | 15  | 117 | 111 | +6  |                                                      |
| 5   | Verburch        | 14  | 4  | 2 | 8  | 10  | 96  | 131 | −35 |                                                      |
| 6   | VELO            | 14  | 3  | 2 | 9  | 8   | 87  | 124 | −37 |                                                      |
| 7   | Hygiea          | 14  | 3  | 1 | 10 | 7   | 71  | 103 | −32 |                                                      |
| 8   | De Blinkert (R) | 14  | 3  | 0 | 11 | 6   | 82  | 138 | −56 | Degradatie naar de Overgangsklasse                   |

## Uitslagen
| Thuis \ Uit    | BLI  | HYG  | NIL   | SWI  | VEL  | VER  | WAL   | ZEE  |
| -------------- | ---- | ---- | ----- | ---- | ---- | ---- | ----- | ---- |
| De Blinkert    |      | 4–7  | 7–9   | 2–13 | 8–9  | 10–9 | 4–7   | 2–10 |
| Hygiea         | 6–7  |      | 3–5   | 3–7  | 4–4  | 4–5  | 11–10 | 8–7  |
| Niloc          | 14–6 | 9–5  |       | 10–5 | 9–5  | 15–8 | 11–8  | 15–5 |
| Swift Roermond | 8–1  | 12–4 | 7–9   |      | 20–3 | 19–2 | 6–5   | 12–8 |
| VELO           | 15–7 | 6–3  | 4–9   | 2–10 |      | 6–9  | 7–10  | 6–8  |
| Verburch       | 7–12 | 7–2  | 4–9   | 5–7  | 8–8  |      | 11–9  | 5–6  |
| Walcheren      | 13–6 | 6–4  | 5–6   | 5–8  | 9–7  | 16–8 |       | 9–9  |
| Zeeburg        | 11–6 | 14–7 | 10–10 | 5–11 | 10–5 | 8–8  | 6–7   |      |

|                |
| Niloc 3e titel |